# Aimera Hun
Aimera Hun ist ein Ortsteil des osttimoresischen Dorfes Halalmeta im Suco Seloi Craic (Verwaltungsamt Aileu, Gemeinde Aileu).

## Geographie und Einrichtungen
Aimera Hun bildet den Südwesten des Dorfes Halalmeta, der größere Nordostteil heißt Poalete. Halalmeta liegt auf einer Meereshöhe von 989 m. In Aimera Hun befindet sich die Grundschule Halalmeta des Ortes. Die Kirche Halalmeta und ein Wassertank stehen in Poalete. Von Aimera Hun aus führt eine Straße in den Westen der Aldeia.